# Transcarpathia (поїзд)
«TRANSCARPATHIA» — іменний пасажирський поїзд Укрзалізниці сполученням Київ — Будапешт.

## Історія
15 грудня 2024 року вперше вирушив у перший рейс новий поїзд «Transcarpathia». Поїзд на відміну від RIC-вагонів, що курсують до Варшави та Відня, складається з купейних та вагонів класу Люкс, зручних і комфортних для далеких подорожей та надає можливість зручної пересадки на авіарейси одного з найбільших аеропортів регіону, а також на поїзди до Відня, Зальцбурга, Інсбрука, Мюнхена, Цюриха та інших європейських міст.

## Інформація про курсування
Поїзд курсує щоденно та зупиняється на 7 проміжних станціях (на території України має три зупинки — на станціях Львів, Мукачево та Чоп, а на території Угорщини на чотирьох станціях).
Поїзд вирушає зі станції Київ-Пасажирський під музичним супроводом «Угорської рапсодії № 2» Ференца Ліста, а зі станції Будапешт-Келеті — під мелодію «Як тебе не любити, Києве мій!».